# 自由論 (ミル)
『自由論』（じゆうろん、英: On Liberty）は、イギリスの哲学者であるジョン・スチュアート・ミルによって書かれた自由についての政治学に関する哲学的随筆。1859年に出版された。本書は、ミルの倫理体系である功利主義を社会と国家に適用したものである。
ミルは、現実政治について批判する著作を幾度か発表しており、1859年に発表した本書は当時のヨーロッパ、特にイギリスの政治・社会制度の問題を自由の原理から指摘することを試みた。ここで論じられている自由とは国家の権力に対する諸個人の自由であり、これを妨げる権力が正当化される場合は他人に実害を与える場合だけに限定され、それ以外の個人的な行為については必ず保障される。なぜならば、ミルによれば文明が発展するためには個性と多様性、そして天才が保障されなければならない。また当時参政権の拡大をもたらしていた民主主義の政治制度は大衆による多数派の専制をもたらす危険性があり、これをミルは警戒していた。

## 構成
- 第1章 - 序論
- 第2章 - 思想と討論の自由について
- 第3章 - 幸福の一要素としての個性について
- 第4章 - 個人に対する社会の権威の限界について
- 第5章 - 応用

## 翻訳
中村正直が最初に訳した（1872年）。当時は『自由之理』という書名であった。

## 日本語訳
- 『自由論』 塩尻公明・木村健康訳、岩波文庫、1971年。あとがき吉野源三郎
- 『自由論』 山岡洋一訳、光文社〈光文社古典新訳文庫〉、2006年→日経BP社〈日経BPクラシックス〉、2011年
- 『自由論』 斉藤悦則訳、光文社古典新訳文庫、2012年。山岡訳の移行による新訳
- 『自由論』 関口正司訳、岩波文庫、2020年。新訳
- 「自由論」 早坂忠訳 - 『世界の名著38　ベンサム／ミル』 中央公論社、1967年